# Макіївський провулок (Київ)
Макі́ївський прову́лок — провулок у Оболонському районі міста Києва, місцевість Пріорка. Пролягає від Макіївської вулиці до кінця забудови.

## Історія
Провулок виник у 50-ті роки XX століття і разом з Макіївською вулицею складав 891-шу Нову вулицю. Сучасна назва — з 1953 року. До 1980-х років пролягав до Старозабарської вулиці (ліквідовано у зв'язку зі знесенням старої забудови).